# クリントン・ウッズ
クリントン・ウッズ（Clinton Woods、1972年5月1日 - ）は、イギリス（イングランド）の男性プロボクサー。サウス・ヨークシャー州シェフィールド出身。元IBF世界ライトヘビー級王者。

## 来歴

### プロボクサー時代
1972年にシェフィールドで生まれた。1994年11月17日に22歳でプロデビューし、判定勝ち。その後イギリスを中心に試合を行い、1996年11月14日にスーパーミドル級で全英セントラル地区王座を獲得した。1999年3月13日にはクロフォード・アシュリーを8回TKOで破り、EBUライトヘビー級王座、全英ライトヘビー級王座を獲得した。その後、それらの地域王座を守りつつ、2001年3月24日には空位のWBCインターナショナルライトヘビー級王座を獲得した。

### 世界王座戦
彼はそれらのマイナー王座を防衛し続けながら着実にランクアップをして2002年9月7日に最初の世界王座挑戦を行う。しかし、対戦相手はWBA・WBC・IBF世界ライトヘビー級王者ロイ・ジョーンズ・ジュニアであり、6回TKOで敗れた。2回目の世界王座戦は2003年11月7日でグレンコフ・ジョンソンと空位のIBF王座を争ったが、試合は判定ドローとなり、王座獲得に失敗した。2004年2月6日に再度空位のIBF王座をグレンコフ・ジョンソンと争ったが、今度は1-2の僅差判定負け。
2005年3月4日、4度目の世界王座挑戦。IBF世界ライトヘビー級王座決定戦でリコ・ホイエと対戦し、5回TKO勝ちで世界王座を獲得した。
2007年9月29日、挑戦者フリオ・セサール・ゴンザレスと対戦し、3-0の判定勝ちで4度目の防衛に成功した。
2008年4月12日、5度目の防衛戦でアントニオ・ターバーと対戦し、0-3の判定負けで王座から陥落した。
2009年8月28日、ハリウッドのハードロック・ホテル・アンド・カジノで開催されたIBF世界ライトヘビー級王座決定戦でタボリス・クラウド（アメリカ）と対戦し、8回にはストップ寸前の劣勢となって0-3の判定負けを喫し、王座奪回に失敗した。

## 獲得タイトル
- 全英ライトヘビー級王座
- EBUライトヘビー級王座
- WBCインターナショナルライトヘビー級王座
- 第13代IBF世界ライトヘビー級王座（防衛4）